# Särkiperä
Särkiperä är en del av sjön Ala-Kitka i Finland.   Den ligger i landskapet Norra Österbotten, i den nordöstra delen av landet, 700 km norr om huvudstaden Helsingfors. 
Trakten ingår i den boreala klimatzonen. Årsmedeltemperaturen i trakten är −3 °C. Den varmaste månaden är augusti, då medeltemperaturen är 12 °C, och den kallaste är december, med −14 °C.